# Mafalda Minnozzi
Mafalda Minnozzi (Pavia, 21 settembre 1967) è una cantante italiana.

## Biografia
Cresce ascoltando i maggiori interpreti del jazz americano degli anni trenta e quaranta come Duke Ellington, Cole Porter, Billie Holiday e molti altri. Amava molto questi generi musicali e facevano crescere in lei la voglia di cantare, di esibirsi nei festival con la sua grande voce e anche di creare un gruppo musicale.
Nel periodo dal 1987 al 1995 si esibisce spesso in pubblico e nei locali. Si esibisce anche in teatro ed è protagonista di due recital.
È in finale al Festival di Castrocaro nel 1993 con la canzone Questo amore è di più.
Nel gennaio del 1996 Mafalda arriva in Brasile, ed a fine anno pubblica il suo primo album intitolato Una notte al paradiso II. L'anno seguente realizza il suo secondo album Effetto azzurro e nel 1999 il terzo, intitolato Angelo blu. Sempre nel 1999 il produttore musicale Marcelo Barbosa la invita a collaborare con lui. Nel 2002 partecipa ad alcune telenovelas in una rete brasiliana. Nel 2001 riceve un altro riconoscimento come Personalidade brasiliana. 
Nel 2003 registra il suo quarto CD dal titolo Il tempo dell'amore. Nel 2004 collabora con Max de Tomassi nella trasmissione Brasil su Radio Uno e Isoradio. Nel 2005 collabora di nuovo con Marcelo Barbosa in un altro brano che è la colonna sonora di un film. Nel 2007 riceve il riconoscimento come Commendatore dal CICESP (Centro di Integrazione Culturale e Impresariale di San Paolo) e registra l'album Controvento.

## Discografia

### Album in studio
- 1996 - Uma Noite no Paraiso II (Som Livre)
- 1997 - Effetto Azzurro (Som Livre, 4215-2)
- 1999 - Angelo Blu (Som Livre)
- 2003 - Il Tempo dell'Amore (Atração, ATR41004)
- 2007 - Controvento (MPI, 2307)
- 2012 - Spritz (MPI, 2311)
- 2015 - Empathia Jazz Duo (MPI, 2314)
- 2016 - InSide (MPI, 2315)
- 2017 - Cool Romantics (MPI, 2316)
- 2018 - Romantica (MPI, 2317)
- 2020 - Sensorial - Portraits in Bossa & Jazz (MAMA, 2318)
- 2021 - Sensorial - Portraits in Bossa & Jazz / Deluxe Special Edition (MAMA, 2319)
- 2021 - A Napoli - Porto dell'anima (MAMA, 2320)
- 2021 - Primavera - Live from the Studio (MAMA, 2321)
- 2021 - Estate - Live from the Studio (MAMA, 2322)
- 2021 - Cinema City - Jazz Scenes from Italian Film (MPI, 2319)

### Album dal vivo
- 2009 - Live in Italia (MPI, 2308)
- 2014 - Spritz dal Vivo (MPI, 2312)

### Singoli
- 2022 - Love's Birthday (MAMA, 2323)

### Compilation
- 1993 - Castrocaro Terme Primo Festival (CGD, 4509-94688-2)
- 1999 - Per Sempre Italia (Som Livre, 2192-2)
- 1999 - Sapore d'Amore vol. 2 (Som Livre)
- 2000 - Pérolas – Mafalda Minnozzi (Som Livre)
- 2001 - Pérolas - Temas Internacionais (Som Livre)
- 2002 - Innamorati (Som Livre)
- 2003 - La Voce Della Solidarietá (La Voce delle Donne, CAT 0002)
- 2004 - Fortissimo (Som Livre)
- 2004 - Novela - Temas Italianos (Som Livre)
- 2009 - L’Amour, Amore … Amor (Som Livre)
- 2020 - Il Regno di Luigi - Tributo a Luigi Tenco (La Voce delle Donne, CAT 0010)
- 2021 - E penso a te: Bruno Lauzi (La Voce delle Donne, CAT 0012)

### Colonne sonore
- 1996 - Anjo de Mim - Internacional (Som Livre)
- 1997 - Zazá - Internacional (Som Livre, 1034-2)
- 1999 - Andando nas Nuvens - Internacional (Som Livre)
- 1999 - Terra Nostra (Som Livre)
- 2002 - Esperança – internacional
- 2006 - O Casamento de Romeu e Julieta
- 2006 - Cidadão Brasileiro

## Videografia

### DVD
- 2009 - Live in Italia (MPI, 2310)
- 2014 - Spritz dal Vivo (MPI, 2313)

### Videoclip
- 2014 - Con un sorriso (MAMA Prod.Art.)
- 2016 - Sacumdì Sacumdà (MAMA Prod.Art.)